# Эстлин, Барбро
Барбара Маргарета Эстлин (швед. Barbro Margareta Östlihn; 20 мая 1930, Стокгольм — 27 января 1995, Париж) — шведская художница.

## Биография и творчество
Барбро Эстлин родилась в 1930 году в Стокгольме. Её родителями были Мартин Эстлин, гражданский инженер, и Грета Эстлин, преподаватель текстильного искусства. С 1948 по 1949 год Барбро Эстлин училась в стокгольмской Технической школе, а с 1954 по 1959 год — в Королевском колледже искусств (Kungliga Konsthögskolan). В 1961 году она, вместе со своим мужем Эйвиндом Фальстрёмом, переехала в Нью-Йорк, где много фотографировала, в первую очередь архитектуру, и создавала крупноформатные картины по мотивам фотографий. Названия картин часто отсылают к конкретным местам и зданиям в Нью-Йорке, однако она также писала городские пейзажи Стокгольма.
В Нью-Йорке Барбро Эстлин и Эйвинд Фальстрём были близки к кругам художников поп-арта, включая Роберта Раушенберга, Класа Олденбурга и Джаспера Джонса. Эстлин регулярно выставляла свои работы в различных галереях, и они получали положительные отзывы критики. Кроме того, она участвовала в выставках в Лондоне и Париже. В 1970-х годах она обратилась к абстракции и создала, в частности, серию одноформатных картин «Стена». В 1975 году Эстлин и её муж развелись, а в 1976 году Эйвинда Фальстрёма не стало.
С 1975 года Барбро Эстлин жила в Париже. В 1983 году состоялась её персональная выставка в стокгольмском Музее современного искусства. В 1991 году художница стала членом шведской Королевской академии искусств.
Барбро Эстлин умерла в 1995 году в Париже и была похоронена на Северном кладбище в Сольне. В 2003 году в Музее искусств Норрчёпинга состоялась ретроспективная выставка её работ.